# フレデリック・ウェアーハウザー
フレデリック・ウェアーハウザー（英語:Frederick Weyerhaeuser）またはフリードリヒ・ヴァイアーハウザー（ドイツ語:Friedrich Weyerhäuser）は、ドイツ系アメリカ人の材木商であり、ウェアーハウザー社の創業者である。
同社はアメリカ北部広大な森林地帯を所有しているほか、製材所や製紙工場を主体とする事業体を所有している。彼は史上8番目に裕福なアメリカ人であり、2016年のドル換算で純資産は850億ドルである。またその功績から「北西部の材木王」と呼ばれる。

## 経歴
彼は、ヨハン・ヴァイアーハウザーとその妻の11人の子供のうちの1人だった。ヴァイアーハウザー家はヘッセン大公国のニーダーザウルハイムでブドウ農場を経営して生計を立てていた。彼は6歳でニーダーザウルハイムのルーテル派の学校に通い始め、8歳で農場を手伝い始めた。12歳のとき、父親が亡くなり、彼は学業のほとんどを諦めて農場を手伝わなければならなかった。1848年のドイツ革命をきっかけに、家族の何人かはアメリカのペンシルベニア州西部に移住した。彼らは、そこでの生活を熱烈に描写した手紙を送った。
1852年、17歳のとき、彼は家族とともにヘッセンからアメリカに移住した。7月にニューヨーク市に上陸したのち、ペンシルベニアに進んで北西部に定住し、先に移住した人のビール醸造所で働き始めた。2年後、彼はビール醸造業を辞め、その後に彼は1年間農場で働いた。
ドイツの家族農場を売却して得た資金のおかげで、彼はチャンスを求めてさらに西へ移動することができ、1856年にイリノイ州ロックアイランドでロックアイランド・アンド・ピオリア鉄道の建設に従事した。しばらくして、彼はミード・スミス・アンド・マーシュの製材所に夜間の火夫として入社し、すぐに計数係、次にヤードマネージャー、セールスマンに昇進した。会社がコールバレーに新しいヤードを開設したときに彼は管理者として派遣され、ヤードを成功させた。しかし、会社が財政難に陥ったため給料から貯めたお金でその事業を買収した。こうして彼は自分の名前で事業を始めた。
彼は義理の兄弟であるフレデリック・デンクマンとともにウェアーハウザー・デンクマン製材会社を設立し、他の木材会社の株式を取得し始めた。1872年、彼はミシシッピ川で加工されるすべての丸太を扱う連合体であるミシシッピ川ブーム・アンド・ロギング会社を設立した。1900年、ワイアーハウザーはジェームズ・J・ヒルから太平洋岸北西部の森林90万エーカーを購入し、ウェアーハウザー製材会社を設立した。また、今日においてもウェアハウザー社は世界最大の木材販売会社である。

## 私生活
サラ・エリザベス・ブローデルと結婚し、7人の子供がいる。
1904年、故郷への感謝の気持ちを込めて、ドイツのザウルハイムに音楽ホールを設立した。

## 墓所
彼は1914年に亡くなり、イリノイ州ロックアイランドのチッピアノック墓地に埋葬された。